# 何妥
何妥（?—?），字棲鳳，何国粟特（今乌兹别克斯坦）人。隋代音乐家与哲学家。
父何细胡是西域粟特人，在梁朝經商致富，遂家居益州郫县（今四川省成都平原中部）。何妥机敏聪慧，八歲入國子學。開皇十二年（592年）以國子博士受命考定鐘律。又曾獻上何妥車。以国子祭酒卒于官。著有《乐要》一卷、《周易讲疏》十三卷等。
侄子何稠通曉織造，為當時的蜀錦提供諸多波斯、中亞紋樣。曾孙何令思，破薛延陀于石堡城。何令思五世孙唐朝魏博节度使何进滔。

## 延伸阅读
[在维基数据编辑]
 《隋書·卷75》，出自魏徵《隋书》